# الدحو
حي الدحو، المعروف سابقًا بحارة الحلة، هو حي تاريخي يقع ضمن أسوار المدينة القديمة في جنوب الرياض، المملكة العربية السعودية، ويقع في حي قصر الحكم التابع لبلدية البطحاء. يُعد هذا الحي الأكثر احتفاظًا بإرثه من بين الأحياء القديمة في المدينة، وهو الحي الوحيد من بلدة الرياض المسورة الذي اعترف به أمانة مدينة الرياض، بينما تقع بقية الحلل المنقرضة في حي الديرة المجاور.
يحده من الشرق طريق الملك فيصل، ومن الشمال شارع الثميري، ومن الجنوب طريق المدينة المنورة، ومن الغرب شارع الشيخ محمد بن إبراهيم، ويُعتبر من آخر بقايا الأحياء القديمة في المدينة. قدمت الهيئة الملكية لمدينة الرياض (التي كانت تُعرف سابقًا بالهيئة العليا لتطوير الرياض) خطة لإحياء الحي في عام 2010 خلال سوق الاستثمار السياحي السعودي لعام 2010، وبدأ تنفيذها في عام 2013.